# Adel, Georgia
Adel är en stad (city) i Cook County, i delstaten Georgia, USA. Enligt United States Census Bureau har staden en folkmängd på 5 311 invånare (2011) och en landarea på 20,9 km². Adel är huvudort i Cook County.